# Ferreiros (Pol)
Ferreiros (llamada oficialmente Santo André de Ferreiros) es una parroquia y una aldea española del municipio de Pol, en la provincia de Lugo, Galicia.

## Otras denominaciones
La parroquia también es conocida por los nombres de San Andrés y San Andrés de Ferreiros.

## Organización territorial
La parroquia está formada por tres entidades de población:
- Chaín
- Ferreiros
- Gomesende

## Demografía

### Parroquia
| Gráfica de evolución demográfica de Ferreiros (parroquia) entre 2000 y 2020 |
|                                                                             |
| Datos según el nomenclátor publicado por el INE.                            |

### Aldea
| Gráfica de evolución demográfica de Ferreiros (aldea) entre 2000 y 2020 |
|                                                                         |
| Datos según el nomenclátor publicado por el INE.                        |